# سیارک ۲۴۱۴۶
سیارک ۲۴۱۴۶ (به انگلیسی: 24146 Benjamueller، نامگذاری:1999VY158) بیست و چهار هزار و صد و چهل و ششمین سیارک کشف شده‌است که در ۱۴ نوامبر ۱۹۹۹ کشف شد.
قدر مطلق سیارک برابر ۱۴.۱ است.